# Politique en Polynésie française
 (août 2025).
Protectorat français à partir de 1842, colonie à partir de 1880, la Polynésie française est devenue territoire d'outre-mer (TOM) en 1946 puis collectivité d'outre-mer (COM) en 2003.
La collectivité a porté le nom d'Établissements français de l'Océanie de 1885 à 1957, de Polynésie française depuis cette date.

## Histoire politique de 1945 à 2004
Sous le nom d'Établissements français de l'Océanie, la Polynésie française est une colonie de 1880 à 1946. La Constitution de la IVe République (1946) lui donne le statut de territoire d'outre-mer de l'Union française.

### Gouvernement provisoire etIVeRépublique (1945-1958)
En 1945, les EFO élisent pour la première fois un député : c'est le pasteur Charles Vernier principal dignitaire de l'Église évangélique et spécialiste de la langue tahitienne. En 1946, il cède volontairement la place à un proche, Georges Ahnne. Mais celui-ci décède en 1949 et les élections qui s'ensuivent opposent deux membres importants de l'Église évangélique :  Pouvanaa Oopa, qui est élu, et Charles Vernier. Peu après, Pouvanaa fonde un véritable parti, le Rassemblement démocratique des populations tahitiennes (RDPT).
À partir de 1949, la vie politique est dominée par le RDPT. Face à lui apparaît l'Union tahitienne de Rudy Bambridge, qui poursuit sur la trace de Charles Vernier, retourné en métropole. Une certaine autonomie est accordée en 1957 grâce à la loi-cadre dite Loi Defferre sur les TOM de l'Union française.

### LaVeRépublique

#### De 1958 à 1977, un certain colonialisme
En 1958, la Polynésie française, comme tous les autres TOM à l'exception de la Guinée, vote « oui » au référendum constitutionnel de septembre, entrant ainsi dans la Communauté française. Mais tandis que les pays africains choisissent l'indépendance dès 1960, cinq TOM préfèrent, en raison de la faiblesse de leur population, rester attachés à la République française : outre la Polynésie, ce sont la Nouvelle-Calédonie, Saint-Pierre-et-Miquelon, la Côte française des Somalis et l'archipel des Comores.
L'avènement de la Ve République entraîne cependant une régression statutaire et une répression politique : Pouvanaa Oopa, partisan du « non » au référendum, est arrêté en octobre 1958, accusé d'avoir préparé l'incendie de Papeete. Il est condamné à la prison et à l'exil en métropole, dont il ne reviendra qu'en novembre 1968, pour être élu sénateur en 1971. Le RDPT est dissous en 1963, mais réapparaît en 1965 comme Pupu Here Aia, dirigé par John Teariki. En 1965, Francis Sanford, élu maire de Faa'a, crée E'a Api, tandis que Gaston Flosse, élu maire de Pirae, va devenir le leader de l'UT après le retrait de Rudy Bambridge.
Très tôt, John Teariki et Francis Sanford font alliance pour obtenir plus d'autonomie pour le territoire, mais la vie politique est largement déterminée par le rôle que lui a assigné le général de Gaulle dès 1961 : abriter le Centre d'expérimentations du Pacifique. Aussi, pendant de longues années, sous de Gaulle comme sous Georges Pompidou, il n'est pas question de revenir sur le statut établi en 1958. Ce n'est qu'en 1977, sous la présidence de Valéry Giscard d'Estaing, après une crise sérieuse (1976-77) et, aussi, la mort de Pouvanaa (10 janvier 1977), qu'un changement a lieu.

#### Depuis 1977, une certaine autonomie
Le statut de 1977 accorde au territoire l'autonomie de gestion ; à la suite des nouvelles lois Defferre de 1982, il est modifié en 1984 et on peut dès lors parler d'autonomie interne. C'est en particulier le moment où le Conseil de gouvernement, formé de Conseillers, devient un gouvernement formé de ministres, dont le principal porte le titre de Président du gouvernement. D'autres modification du statut ont eu lieu par la suite : quatre de 1984 à 2004.
Pour les élections de mars 1978, la Polynésie française est découpée entre deux circonscriptions électorales, ce qui permet à Gaston Flosse d'être élu député.
Sur le plan politique, les années 1970 sont marquées par l'émergence des mouvements indépendantistes : notamment le Ia Mana Te Nunaa de tendance socialiste, créé en 1975 par Jacqui Drollet ; le FLP-Tavini Huiraatira créé en 1977 par Oscar Temaru, maire de Faaa en 1983. Dans la mouvance autonomiste, on note le rôle de Jean Juventin, maire de Papeete en 1977, à la tête du Pupu Here Aia après le décès de John Teariki (1983), ainsi que la scission de E'a Api dont le secrétaire général, Émile Vernaudon crée le parti Ai'a Api (1982). L'Union tahitienne devient en 1977 Tahoeraa huiraatira (Rassemblement populaire) dans le cadre du RPR. Ce parti connaît ensuite une évolution vers des positions autonomistes.
Quelques jalons des années 1980 à 2004 :
- mort de Francis Sanford (1996).
- suspension des essais nucléaires de 1992 à 1995 ; derniers essais en 1996 et démantèlement du CEP.
- création en 1996 de Fetia Api par Boris Léontieff (principale personnalité actuelle : Philip Schyle).
- création le 5 avril 2003 du No oe e te nunaa par Nicole Bouteau.
- formation en 2004 de l'UPLD, coalition des indépendantistes, dominée par le Tavini Huiraatira d'Oscar Temaru.

## Histoire politique récente

### 2004

#### Évolution du statut
La loi organique n° 2004-192 du 27 février consacre un système de « discrimination positive » en matière d'emploi et de patrimoine foncier, en faveur des citoyens pouvant faire état d'une certaine durée de résidence dans le Pacifique. Comme en Nouvelle-Calédonie, elle introduit la notion de, mais celle-ci n'a pas la même valeur juridique en Polynésie qu'en Nouvelle-Calédonie, où les « loi du pays » sont soumises au Conseil constitutionnel et ont donc, après validation, force de loi. En Polynésie, ces « lois » sont transmises au Conseil d'État et ne constituent que des actes administratifs à caractère particulier.
Malgré tout, l'autonomie de la Polynésie franchit un nouveau palier avec la possibilité qui lui est accordée de négocier des accords directs avec des États étrangers ou des organismes internationaux, pas seulement ceux de la zone Pacifique. Autre changement significatif : le président du gouvernement de Polynésie française devient « président de la Polynésie française » et il est choisi dans les rangs de l'Assemblée de la Polynésie française. (Article 69 du statut).
Enfin, sous couvert de statut, le texte propose une réforme du mode de scrutin pour les élections territoriales : outre le découpage en deux de l'archipel des Tuamotu, il relève le seuil de 5 % à 10 % des suffrages exprimés pour la répartition des sièges et, à la suite d'un amendement déposé directement par Gaston Flosse au Sénat, il attribue une prime majoritaire de 33 % à la liste arrivée en tête au premier tour. Par ce double mécanisme, les minorités politiques locales pourraient disparaître pour ne laisser place qu'à l'affrontement entre le Tahoeraa huiraatira (Rassemblement du peuple, ex-UMP locale) de M. Flosse et le Tavini Huiraatira (Serviteurs du peuple, indépendantistes de gauche, proches du PS).

#### La présidence d'Oscar Temaru
Aux élections territoriales du 9 mai 2004, bien que l'UMP obtienne plus de suffrages que l'Union pour la démocratie (UPLD), alliance des indépendantistes et des autonomistes (républicains), elle perd la majorité absolue. Le 14 juin 2004, le leader de l'UPLD, Oscar Temaru, est élu président de la Polynésie française par 29 voix contre 28. Cependant, le 9 octobre suivant, deux motions de censure ayant été déposées par Gaston Flosse le gouvernement Temaru est censuré par 29 voix contre 28, un des indépendantistes ayant rallié l'autre camp. Le Tavini, soutenu par le PS, accuse les partisans de Gaston Flosse de « corruption » et dénonce un « coup d'État légal ». Le 16 octobre, 15 000 personnes, soit 10 % de la population de Tahiti, manifestent à Papeete pour exiger la dissolution de l'Assemblée Territoriale. Des manifestations ont également lieu à Nuku Hiva et Rangiroa pour la première fois dans l'histoire de la Polynésie.

### 2005
Entre-temps, les élections de la circonscription des Îles du Vent (37 sièges sur 57), ont été annulées par le Conseil d'État. Les élections partielles, qui ont lieu le 13 février 2005, donnent 46 % des voix à l'Union pour la démocratie (UPLD), 40 % au Tahoeraa et 10 % à l'Alliance pour une démocratie nouvelle (ADN, regroupement du Fetia Api et du No Oe E Te Nuna'a, centristes). L'UPLD dispose désormais de 28 sièges, le Tahoeraa Huiraatira-UMP de 27 et l'ADN de 2. Oscar Temaru est de nouveau élu président, par 29 voix contre 26 à Gaston Flosse, un élu du Tahoeraa ayant rejoint les rangs de l'UPLD.
Cette période de deux années, très troublée sur le plan politique, est aussi une période de sévère récession économique, marquée par la perte de confiance des investisseurs, des licenciements et le dépôt de bilan de nombreuses PME.
Le 1er décembre, Jean-Christophe Bouissou, membre du Tahoeraa jusqu'en juin 2005, fonde le parti Rautahi.

### 2006
Le 13 décembre 2006, une motion de censure déposée par l'opposition (Tahoeraa + non-inscrits) obtient une majorité à l'assemblée de Polynésie grâce aux deux voix Fetia Api, renversant de ce fait le président Oscar Temaru. L'élection du nouveau président de la Polynésie française a lieu le 26 décembre : c'est Gaston Tong Sang qui est élu.

### 2007
Les élections législatives nationales de juin 2007 reconduisent les deux candidats du Tahoeraa Huiraatira comme députés à l'Assemblée nationale : Michel Buillard (réélu) et Bruno Sandras. Le Président du Tahoeraa, Gaston Flosse, à qui cette victoire donne l'occasion d'un retour sur le devant de la scène politique polynésienne, annonce immédiatement dans une interview (La Dépêche de Tahiti du 17 juin 2007) : « La dissolution ? la question vraiment se pose sérieusement ».
La seconde moitié de l'année est marquée par une crise du Tahoeraa : la rupture entre Gaston Flosse et Gaston Tong Sang. Celui-ci est renversé par une motion de censure de Gaston Flosse soutenue par l'UPLD (31 août). Démissionnaire, il quitte le Tahoeraa avec quelques autres et fonde son propre parti : O Porinetia To Tatou Ai'a (Polynésie, notre patrie) (1er octobre).

### 2008

#### Les élections territoriales (janvier-février)
Le 27 janvier 2008, trois partis principaux s’affrontent au premier tour. To Tatou Ai'a (Gaston Tong Sang) arrive en tête avec 36,42 % des suffrages exprimés, cependant que l’UPLD (Oscar Temaru) et son allié depuis juillet 2007, le Tahoera’a Huiraatira’a de Gaston Flosse recueillent respectivement 32,90 % et 21,79 % des suffrages.
Le 29 janvier, deux jours après le premier tour, Gaston Flosse lance un appel par voie de presse et sur les ondes (La Dépêche de Tahiti du 30 janvier 2008, page 24) et déclare : « Je le sais, certaines de mes décisions ont pu vous inquiéter ou vous heurter. Je tiens à vous exprimer mes regrets à ce sujet. Je tiens à vous rassurer. À l’issue du second tour, le 10 février, j’en prends l’engagement devant vous, le Tahoera’a Huiraatira’a ne conclura aucune alliance avec les indépendantistes […]. J'en fais le serment. »
Après le second tour (10 février), la nouvelle Assemblée de la Polynésie française est formée de 27 élus de To Tatou Ai'a, 10 élus du Tahoera'a et 20 élus de l'UPLD.

#### Alliance Flosse-Tong Sang (11 février)
Le 11 février, le président-délégué du Tahoera’a Huiraatira’a, Édouard Fritch, ex-gendre de Gaston Flosse, déclare dans La Dépêche de Tahiti, page 6 : « Le peuple veut un gouvernement autonomiste » et logiquement, son parti se rapproche du To Tatou Ai'a pour aboutir à un accord verbal destiné à lui attribuer la Présidence de l’Assemblée cependant que Gaston Tong Sang sera élu à la Présidence du pays, comme le veut le résultat du scrutin.
Le 21 février 2008, les 27 élus du To Tatou Ai'a unissent leurs voix à celles des 10 élus de leur nouvel allié autonomiste et Édouard Fritch devient Président de l’Assemblée avec 36 voix contre 21 au candidat indépendantiste Antony Géros.

#### Alliance Flosse-Temaru (23 février)
Un premier coup de théâtre survient le 23 février 2008, lorsque les membres de l’Assemblée de la Polynésie française se réunissent pour élire le Président du Pays. Jusqu’à la veille du vote, les seules candidatures étaient celles de l’autonomiste Gaston Tong Sang et de l’indépendantiste Oscar Temaru. Mais, à l’ouverture de la séance, on apprend qu’une autre candidature a été déposée la veille, à 23h23, quelques minutes avant l’heure limite, celle de Gaston Flosse, en principe allié du To Tatou Ai'a. Quant à Oscar Temaru il retire la sienne, laissant ainsi le champ libre à l’élection de son ancien et nouvel allié, Gaston Flosse. Au premier tour, Gaston Flosse, dont le parti ne dispose que de 10 sièges et en reniement de son serment public du 29 janvier et de l’accord verbal passé avec le To Tatou Ai'a, est élu à la Présidence par 29 voix, donc avec l’appui des indépendantistes, contre 27 voix pour Gaston Tong Sang, et un bulletin blanc.
Dès le lendemain, l’UMP rompt tout lien avec Gaston Flosse qui se prévalait encore de son appartenance à cette formation dans son serment du 29 janvier. Le 26 février l'alliance Flosse-Temaru est officialisé par la formation du groupe UDSP de l'Assemblée territoriale.
Second coup de théâtre le 29 février : Édouard Fritch démissionne de son poste de Président de l’Assemblée, officiellement pour ne pas trahir la parole donnée au To Tatou Ai'a, en fait dans le but de faire procéder à une nouvelle élection destinée à mettre à sa place l’indépendantiste Oscar Temaru, qui est effectivement élu grâce aux voix des représentants Tahoera’a Huiraatira’a.
La Polynésie est donc gouvernée pendant deux mois par le représentant d’un parti qui n’a obtenu que 17,26 % des voix lors du scrutin du 10 février, alors que le parti de Gaston Tong Sang, avec ses 45,36 % des voix, est relégué dans l'opposition. Le samedi 1er mars, la population, choquée par la trahison de Gaston Flosse et des élus de son parti, se regroupe en une marche pacifique pour manifester son désarroi et sa colère de voir son vote confisqué par des manœuvres certes légales, mais dont la légitimité est contestable.
Le 16 mars (élections municipales), de nombreuses communes, dont celle de Pirae, fief historique du Tahoera’a Huiraatira’a, voient la victoire des candidats soutenus par le To Tatou Ai'a.

#### Renversement de Gaston Flosse (15 avril)
Dès le 15 avril, une motion de censure renverse le président en place. Cette motion a été déposée la semaine précédente par 15 représentants, membres de To Tatou Ai'a et du nouveau groupe dit « des îliens » Te Mana o te Mau Motu (La voix des archipels), dissidents du Tahoeraa. Pendant le débat sur la motion de défiance, Jean-Christophe Bouissou, vice-président du To Tatou Ai'a, a stigmatisé « le parjure » de M. Flosse qui avait fait le serment de ne jamais s'allier avec les indépendantistes. « Il existe désormais, a-t-il dit, une nouvelle génération de Polynésiens qui refuse le mensonge et qui attend de nous une politique ambitieuse de développement. »
La motion de censure a été votée en l'absence des représentants du Tahoera'a, des indépendantistes de l'UPLD et des membres du gouvernement, par 29 voix et un bulletin blanc, celui d'Armelle Merceron, traditionnellement fidèle du sénateur Gaston Flosse mais qui n'avait jamais accepté son alliance avec Oscar Temaru.
Gaston Tong Sang, réélu président juste après l'adoption par l'Assemblée d'une motion de défiance, doit former le gouvernement dans les cinq jours.

### 2009

#### Démission de Gaston Tong Sang (7 février)
Les trois élus du Rautahi (Jean-Christophe Bouissou) ayant quitté sa coalition, Gaston Tong Sang démissionne avant le vote d'une motion de défiance déposée par Gaston Flosse, Oscar Temaru et J.-C. Bouissou. Cette démission devrait empêcher le déroulement du vote dans le délai légal du dépôt de la motion de défiance, car il n'y a plus de président en exercice.
Le 7 février, Gaston Tong Sang annonce donc « sa démission immédiate », ajoutant que son gouvernement reste en place « pour assurer les affaires courantes ». Il demande donc au président de l'Assemblée, Oscar Temaru d'acter sa démission pour lui permettre de regagner les bancs de l'Assemblée. Ce dernier refusant, Gaston Tong Sang dépose un recours en référé pour valider sa démission. Se déclarant incompétent, le tribunal administratif rejette ce recours et le dirige vers le conseil d'État. Oscar Temaru acte la démission de Gaston Tong Sang, ce qui permet donc d'élire un nouveau président. La motion de défiance n'a plus lieu d'être. Depuis la Guadeloupe, Yves Jégo, le ministre de tutelle, déclare à ce sujet : « Désormais, il n'est plus question de motion de défiance : elle est tombée. Nous devons parler maintenant de l'élection d'un nouveau président pour la Polynésie ».

#### Oscar Temaru président de Polynésie (12 février)
Le 12 février 2009, Oscar Temaru est élu pour la 4e fois président de la Polynésie française, avec le soutien non seulement du Tahoeraa et du Rautahi, mais aussi de trois nouveaux dissidents du To Tatou Ai'a.

#### Retour de Gaston Tong Sang (24 novembre)
À la suite de la 9e motion de défiance adoptée depuis les élections territoriales de 2004, Gaston Tong Sang est élu président de la Polynésie française le 24 novembre 2009. Il présente son gouvernement (le 12e depuis 2004) le 28 novembre, avec seulement douze ministres (au lieu de seize). Gaston Tong Sang prend le portefeuille du Budget. Principale nouveauté, les trois ministres issus de la société civile : Steeve Hamblin (Tourisme), Moana Greig (Education) et Jean-Pierre Beaury (Jeunesse et Sports). Les partisans de Gaston Flosse détiennent la vice-présidence (Édouard Fritch) et trois ministères : Teura Iriti (Solidarité), Lana Tetuani (Travail) et Frédérix Riveta (Agriculture). Teva Rohfritsch reste ministre (Reconversion économique), même s'il ne se déclare plus du parti de Gaston Flosse. Trois ministres sont du To Tatou Ai'a : Tearii Alpha (Affaires foncières), Jules Ien Fa (Santé) et Mita Teriipaia (Culture), tandis que les « îliens » en ont deux : Temauri Foster (Ressources maritimes) et Louis Frébault (Développement des archipels).

### 2010

#### Crise d'avril-mai
L'élection d'Oscar Temaru comme président de l'Assemblée (9 avril) marque le début d'une nouvelle crise politique en Polynésie française. Gaston Tong Sang envisage une dissolution anticipée, refusée par le gouvernement français. Nicolas Sarkozy exige une réforme de la loi électorale avant toute dissolution.
À la fin du mois, le territoire subit une dégradation de la note de sa dette et la question du déficit budgétaire réapparaît au premier plan (29 avril). GTS envisage un plan d'austérité et de privatisations de grande ampleur.
Début mai, le Tavini met fin à l'alliance avec le Tahoeraa dans le cadre de l'UDSP et revient à la coalition UPLD.

### 2014
Gaston Flosse ayant été déclaré inéligible pour trois ans à la suite d'une condamnation devenue définitive, c'est Édouard Fritch qui lui succède le 11 septembre 2014, avec une large majorité (46 voix contre 10). Cette succession avait été envisagée avant que la justice ne se prononce lors des élections de 2013.

## Institutions
À partir de 1946, dans le cadre de l'Union française, les habitants précédemment classés "sujets indigènes" deviennent citoyens français et obtiennent le droit de vote.
- Les représentants du territoire en métropole

En 1946, les EFO élisent trois représentants en métropole : un député, un sénateur, un conseiller de l'Union française ; ce dernier mandat disparaît au début de la Ve République. Ultérieurement sont créés un second mandat de député (1978) puis de sénateur (2008). La Ve République institue le Conseil économique et social où la Polynésie a un représentant.
- L'Assemblée territoriale

L'Assemblée territoriale créée en 1946 élit un président et une commission permanente. L'Assemblée est réunie en deux sessions : session administrative au printemps, session budgétaire en fin d'année.
- Le Président

Élu par l’Assemblée, représente la Polynésie et dirige l’action du Gouvernement, dont il conduit la politique
- Le Vice-président  choisi parmi les membres du Gouvernement nommé par le Président
- Le Gouvernement

En 1946, le gouverneur préside ce qui s’appelait encore le « conseil de gouvernement », organe exécutif de la Polynésie, qui comprend le secrétaire général du gouvernorat (vice-président) et cinq conseillers de gouvernement. Les relations entre l'Assemblée, le gouverneur et le Conseil de gouvernement sont un enjeu essentiel du statut du territoire. En 1977, le gouvernement passe sous le contrôle de l'Assemblée.
- Les communes

Au niveau local, il n'y a en 1945 que deux communes de plein droit : Papeete et Uturoa. Les autres localités n'ont que des conseils de districts à l'autonomie limitée. En 1965, sont créées les communes de Faaa et Pirae. Le système communal est généralisé au milieu des années 1970.

## Idéologies

### L'anticolonialisme. Pouvanaa Oopa
L'anticolonialisme s'est développé à partir de l'expérience des volontaires du Bataillon du Pacifique de 1917-1918, notamment celle de Pouvanaa Oopa, de retour en juillet 1919, qui quitte alors Huahine pour Papeete. Durant l'entre-deux-guerres, il semble avoir développé des idées de justice et d'égalité à travers des formulations imprégnées de la culture biblique (protestante) qui est sa référence essentielle. En 1940, il fait partie du comité de la France libre, mais de 1940 à 1944, continuant de combattre les abus de pouvoir, il subit la répression des autorités, pourtant gaullistes, qui l'exilent hors de Tahiti. Il y revient seulement en décembre 1945.

### Importance du facteur religieux
Dans la République française, les EFO ont la particularité d'avoir une vie politique très largement influencée par la religion et par les Églises. L'Église évangélique (protestante) est la principale, elle domine dans les îles de la Société et les îles Australes. L'Église catholique domine dans les îles Gambier et dans les îles Marquises, tandis qu'aux Tuamotu, la population se répartit entre catholiques et protestants dissidents (mormons, sanitos). Dans l'ensemble les Polynésiens protestants sont plus enclins à contester le colonialisme que les catholiques. Mais dans l'ensemble, la lutte contre le colonialisme en Polynésie est restée non violente, mis à part quelques cas des années 1970.

## Les partis politiques
Principaux partis ou coalitions de Polynésie française, données mises à jour après les élections territoriales de 2018, les sénatoriales de 2020 et les législatives de 2022.
| Fonctiona                                          | Tavini | Tapura  | AOTNM | AHIP | Ia Ora te Nuna'a |
| -------------------------------------------------- | ------ | ------- | ----- | ---- | ---------------- |
| Fonctiona                                          |        |         |       |      |                  |
| Président de la Polynésie française /1             | 1      |         |       |      |                  |
| Vice-Président de la Polynésie française /1        | 1      |         |       |      |                  |
| Ministres Tavini /9                                | 8      |         |       |      |                  |
| Président de l'Assemblée de Polynésie française /1 | 1      |         |       |      |                  |
| Représentants à l'Assemblée de Polynésie /57       | 38     | 16      | 0     | 3    |                  |
| Députés /3                                         | 1      | 1       | 0     | 1    | 0                |
| Sénateurs /2                                       | 0      | 1       | 0     | 0    | 1                |
| Maires de communes de plus de 10 000 habitants /48 | 3      | 42      | 0     | 2    | 0                |
| Nombre d'adhérents                                 | GDR    | LREM/RE |       |      | LREM/RE          |

Une étude sur les partis polynésiens et sur le phénomène de la fragmentation des formations politiques se trouve dans Les Nouvelles de Tahiti du 27 décembre 2008, article Vous reprendrez bien un parti. Cet article énumère 22 formations existant à cette date, non compris quelques projets de création.

### Les trois grands
Nom (président actuel), date de fondation (fondateur si différent).
- Tavini Huiraatira [à l'origine FLP] (Oscar Temaru), 1977. Coalitions : UPLD (2004), UDSP (2008-2010).
- Tahoeraa huiraatira (Gaston Flosse), 1977. Coalition : UDSP (2008-2010). Association : RPR (1977), UMP jusqu'en 2008. Successeur de l'Union tahitienne (1955, Rudy Bambridge) et de ses avatars.
- Tapura Huiraatira (Édouard Fritch), 2016. Dissidence du Tahoeraa et fusion avec A Ti'a Porinetia, successeur de plusieurs partis autonomistes opposés à ce dernier. Association : proximité avec l'UDI. Avant : O Porinetia To Tatou Ai'a (Gaston Tong Sang), 2007-2013, dissidence du Tahoeraa, coalition homonyme, association : UMP (2008-2013) ; puis A Ti'a Porinetia (Teva Rohfritsch), 2013-2016, Coalition homonyme, fusion de plusieurs partis, dont O Porinetia To Tatou Ai'a.

### Autres partis existants
- Here ai’a [ou : Pupu Here Aia] (Gustave Taputu), 1965 (John Teariki). Coalitions : Front uni (1975), UPLD (2004). Successeur du RDPT. Très important jusque dans les années 1980 avec John Teariki, puis Jean Juventin, il est ensuite surclassé par le Tavini.
- Ia Mana te Nunaa (Jacqui Drollet), 1975. Coalitions : UPLD (2004), UDSP (2008-).
- Ai'a Api (Émile Vernaudon), 1982. Dissidence de E'a Api. Coalition : UPLD (2004-2008, 2013), To Tatou Ai'a (2008). Référence : Parti radical de gauche.
- Fetia Api (Philip Schyle), 1996 (Boris Léontieff). Coalition : To Tatou Ai'a (2008-2010). Association : Les Centristes. Rejoint A Ti'a Porinetia en 2013.
- No oe e te nunaa (Nicole Bouteau), 5 avril 2003. Coalition : UPLD (2004-2007). Référence : Modem (soutient François Bayrou en 2007). Rejoint A Ti'a Porinetia en 2013.
- Rautahi (Jean-Christophe Bouissou), 2005. Coalitions : Plateforme autonomiste, To Tatou Aia (2008-2009), Tahoeraa (2013). Référence : UMP.
  - Ia ora Te Fenua : groupe parlementaire du Rautahi.
- Te niu hau manahune (Teina Maraeura), 31 mars 2007. Alliances : To Tatou Aia (2008-2011), UPLD (2011). Référence : UMP.
  - Te Mana o te Mau Motu (Teina Maraeura) : groupe parlementaire du Te Niu Hau Manahune, 14 avril 2008.

### Partis historiques
Nom (fondateur), dates.
- Rassemblement des populations tahitiennes (Pouvanaa Oopa), 1949-1963. Parti dominant durant les années 1950. Dissous en 1963 (>Here ai’a)
- Union tahitienne (Rudy Bambridge), 1955-1977 (>Tahoeraa Huiraatira).
- E'a Api [ou Te Ea Api] (Francis Sanford), 1965. Coalition : Front uni pour l’autonomie interne (1975). Cette formation importante jusque dans les années 1980 semble disparue avec son fondateur.
- Te Autahoeraa (Frantz Vanizette, Gérald Coppenrath, Charles Taufa), 1970. Ce parti résulte de la fusion des formations créées antérieurement par les trois fondateurs, dissidents de l'Union tahitienne. Allié cependant à Gaston Flosse de 1972 à 1975, Autoahoeraa entre ensuite dans le Front uni pour la démocratie interne avant de se fractionner au début des années 1980.